# Mr. Potato Head
Mr. Potato Head är en leksak bestående av en plastmodell av en potatis som kan dekoreras med en mängd olika plastdelar som kan fästas vid huvudkroppen.
Uppfunnen 1949 av ingenjören George Lerner och lanserad 1952.